# Рюдігер фон дер Гольц (юрист)
Граф Густав Адольф Карл Йоахім Рюдігер фон дер Гольц (нім. Gustav Adolf Karl Joachim Rüdiger Graf von der Goltz; 10 липня 1894, Шарлоттенбург — 18 квітня 1976, Дюссельдорф) — німецький юрист і політик, доктор права (1919).

## Біографія
Син генерал-лейтенанта графа Рюдігера фон дер Гольца. Учасник Першої світової війни. В 1915 року демобілізований у зв'язку з важким пораненням і ампутацією ноги. Вивчав право в Женеві, Тюбінгені і Берліні. В 1922-34 роках працював юристом в Штеттіні. Прославився як адвокат під час процесу над Едмундом Гайнесом і Августом Германом Фальбушем щодо політичних вбивств жінок, а також під час процесу над Йозефом Геббельсом. В травні 1933 року став імперським опікуном праці в Померанії і Прусській державній раді. В 1933 році став одним із засновників Націонал-соціалістичної академії німецького права. З 1934 року працював адвокатом і нотаріусом в Берліні. З 29 березня 1936 року — депутат рейхстагу (в 1943 році відмовився від посади) і член Комісії з кримінального права при Імперському міністерстві юстиції. З 1935 року представляв декілька підприємств на судових процесах. В 1938 році під час справи Фріча-Блормберга був адвокатом Вернера фон Фріча. На початку Другої світової війни призначений військовим аташе в Брюсселі. Під час суду на учасниками Липневої змови був адвокатом свого двоюрідного брата Дітріха Бонгеффера, короткий час також захищав Ганса фон Донаньї. Після війни працював адвокатом Вищого земельного суду Дюссенльдорфа.

## Нагороди
- Нагрудний знак «За поранення» в сріблі
- Почесний хрест ветерана війни з мечами